# ハゴップ・アキスカル
ハゴップ・アキスカル（Hagop Souren Akiskal,1944年1月16日 - 2021年1月20日）は、アメリカ合衆国の医学者、精神科医。カリフォルニア大学サンディエゴ校精神科教授。同大学International Mood Center所長。

## 生涯
レバノンにてアルメニア人の両親の元で生まれ、1969年、ベイルート・アメリカン大学にて医学博士の学位を取得。ウィスコンシン大学にて研鑽を積み、その後テネシー州メンフィスにあるテネシー大学にて臨床医として、また気分障害の研究医として働く。1972 - 1990年、テネシー大学の精神科教授となる。
また1990 - 1994年の間は、米国国立精神衛生研究所（National Institute of Mental Health - NIMH）にて主任諮問委員、1996年からは Journal of Affective Disorders 誌の編集長を務める。 
2002年、横浜で開催された第12回世界精神医学会でのJean Delay賞をはじめ、数多くの国際的な賞を受賞。
アキスカルは、はじめ神経症性うつ病、境界性パーソナリティ障害と気分障害に関する研究を行っていたが、双極性障害を限定的に定義する診断基準に疑問を持った。気分障害における単極性と双極性の二分法に異を唱え、エミール・クレペリンの広範な躁うつ病論への回帰を主張し、新クレペリン学派（ネオクレペリニアン）を名乗る。双極性障害の2極の中間帯に症候学的に連続する軽微双極性スペクトラム（soft bipolar spectrum）の概念を提唱している。
アキスカルはクレペリンを深く敬愛しており、「哲学者がプラトーに追記することしかできないように、精神医学者はクレペリンに追記することしかできない」と述べている。